# Semiothisa stipularia
Semiothisa stipularia är en fjärilsart som beskrevs av Barnes och Mcdunnough 1913. Semiothisa stipularia ingår i släktet Semiothisa och familjen mätare. Inga underarter finns listade i Catalogue of Life.